# Chrigel Glanzmann
Chrigel Glanzmann, rodným jménem Christian Oliver Ivan Glanzmann (* 26. května 1975, Basel, Švýcarsko), je švýcarský multiinstrumentalista, zpěvák a frontman folkmetalové skupiny Eluveitie. Dříve účinkoval v kapele Branâ Keternâ.